# Скунс смугастий
Скунс смугастий (Mephitis mephitis) — вид ссавців родини Скунсові (Mephitidae) ряду хижих.

## Поширення та поведінка
Зустрічається протягом більшої частини південної Канади, на всій території Сполучених Штатів і в Північній Мексиці. Зазвичай знаходяться від рівня моря до 1800 м. Вони живуть в різних середовищах проживання: ліси, рівнини та пустелі, але віддають перевагу відкритим або узлісним зонам. Смугасті скунси найпоширеніші на сільськогосподарських угіддях, де є достатній запас харчових продуктів та є укриття. Вони також адаптувалися до життя в міських районах під будинками та гаражами. Смугасті скунси — всеїдні опортуністичні хижаки. Їх раціон змінюється залежно від сезону та географічного розташування. У більшості районів, вони харчуються переважно комахами (як правило, коники і жуки), пов'язаними з луками. Однак, коли комахи не доступні (рання весна, пізня осінь), їх раціон зміщується в бік дрібних ссавців, птахів і рослинності.